# داني والديناصور
داني والديناصور هو كتاب الأطفال الشهير لسيد هوف.  نُشر لأول مرة من قبل هاربر وإخوانه. بيع من هذا الكتاب أكثر من 6 ملايين نسخة وتُرجم للعشرات من اللغات. ألهم الكتاب تسلسلين من تأليف سيد هوف: عيد ميلاد سعيد داني والديناصور! وداني والديناصور يذهبون إلى المخيم. كما فاز بجائزة «كتاب نيويورك تايمز المتميز للعام».
صممت داني والديناصور لكتاب وأنا أستطيع أن أقرأ.

## داني والديناصور
- غلاف الطبعة 1958
- الكاتب سيد هوف
- المصور سيد هوف
- فنان الغلاف سيد هوف
- الدولة الولايات المتحدة
- اللغة الإنجليزية
- التصنيف أدب أطفال
- الناشر هاربر واخوانه
- تاريخ النشر 1958
- نوع الوسائط مطبوعة
- الصفحات 64
- الرقم الدولي للكتاب.978-0-06-022466-0
- المخرج باتي
- يتبعه ختم سامي

## الرواية
بدأت القصة بطفل صغير اسمه داني كان ذاهباً إلى المتحف ليرى أشياء أخرى. اخيراً ينجذب مباشرة إلى معرض الديناصورات ويسره أن يجد ديناصوراً حياً. داني يعتقد أن الديناصورات ليست حقيقية
وسيكون من الجيد اللعب مع أحدهم. أحد الديناصورات يأتي إلى داني. والصوت ينتمي إلى أحد الديناصورات. يقول الديناصور، «وأعتقد أنه سيكون من الجيد أن ألعب معك». يتفق كلاهما على اللعب مع بعضهما البعض، ويقوم داني بالخروج من المتحف على رقبة الديناصور. داني وصديقه الديناصور، يشرعون بيوم مليء بالمغامرة، بما في ذلك:
يجمع الديناصور صخوراً للبناء
حضور لعبة بيسبول
تناول الآيس كريم بدلاً من العشب
الذهاب إلى حديقة الحيوان
ممارسة الألعاب، خاصه لعبة الغميضة مع الأطفال الآخرين.
يتمتع الديناصور بحسن نية طوال القصة، لأنه يساعد سيدة على عبور الشارع، ويأخذ داني عبر النهر ويسمح للأطفال باستخدامه كممر. يعد الديناصور من المشاهير أيضا، حيث توضح الرسوم التوضيحية أن مئات الأشخاص يغادرون حديقة الحيوان للعب مع داني.
أخيرًا، يلتقي داني بأصدقائه. يركب الأطفال الآخرون على الديناصور أيضا. بعد ذلك، يلعب كل من داني والأطفال مع الديناصور لبقية اليوم.
في نهاية القصة، يعود جميع الأطفال الآخرين، باستثناء داني والديناصور (بعد تأخره) إلى المنزل عند غروب الشمس. قال الديناصور وداعا لداني. لكن عندما سأل داني الديناصور ما إذا كان بإمكانه المجيء معه، قال الديناصور «لا»، ويخبر داني سبب ذلك. يقول: «هذا أفضل ما أمضيته في مائة مليون عام. لكن الآن، يجب أن أعود إلى المتحف. إنهم بحاجة إلي هناك». بعد أن أخبر داني كيف يحتاجه المتحف، يقول له داني (المطيع لكلام الديناصورات)، «أوه. حسنًا، وداعًا».
بعد أن أصبح الديناصور بعيدًا عن الأنظار، عاد داني إلى المنزل بمفرده. أثناء المشي إلى المنزل، فكر داني في أحد الأشياء التي ذكرت أولاً في القصة؛ يريد ديناصور كلحيوان الأليف. لكنه (على الرغم من أنه يريد الاحتفاظ بالديناصور كحيوان أليف)، فإنه يدرك أن الديناصور أكبر من أن يعيش في منزله، بقوله: «حسنًا. ليس لدينا مكان للحيوانات الأليفة بهذا الحجم على أي حال. لكنه كان يوم رائع». بعد أن انتهى من طريقه، عاد داخل المنزل.